# Свой и чужой
Свой и чужой — парное понятие (смысловое противопоставление) в социологии и социальной философии. Свои означают сообщество, с которым отождествляет себя индивид. Чужие — сообщество, с которым индивид себя не отождествляет и рассматривает в категориях отчуждения или розни (превосходства либо ущербности).
Данные понятия соответствуют терминологической паре ингруппа (англ. in-group) и аутгруппа (англ. out-group), используемой в работах польско-британского учёного Анри Тэшфела по разработанной им теории социальной идентичности (1970-е годы); в качестве прямого заимствования терминологическая пара встречается в переводах англоязычных авторов.
Каждый индивид является членом разных социальных групп — половых, возрастных, политических, религиозных и др. Восприятие себя в качестве члена группы кардинально меняет оценки, эмоции и поведение.
В народной картине мира оппозиция «свой — чужой» является универсальной и пронизывает все уровни — начиная с космологических представлений («свое» и «чужое» пространство, люди и демонические существа) до бытовой сферы (различия в языках, ритуалах, жизненном укладе). Эта оппозиция также является значимой для формирования представлений связях человека, включая родственные, этнические, языковые, конфессиональные и социальные. Признаки «свой» и «чужой» наделяются ярко выраженным оценочным характером. Как правило, выделяются, переосмысляются и интерпретируются элементы «чужой» культуры, отличающиеся от «своей» культуры. Мифологизация образа «чужого» сочетается с бытовым знанием о реальных соседях, при этом первый аспект остаётся преобладающим.

## История исследований
Этнографические исследования дали первый материал для длинной череды социологических исследований, посвящённых влиянию явления групповой/коллективной идентичности на поведение человека. В книге 1906 года американского философа-социального дарвиниста и экономиста Уильяма Самнера «Народные обычаи» впервые вводятся в научный оборот такие термины. как ингруппа/аутгруппа и этноцентризм.
В 1970-е—1980-е годы в трудах британских исследователей Анри Тэшфела и Джона Тёрнера в рамках разрабатываемой ими теории формулируется понятие коллективной/социальной идентичности как подоплёки взаимодействия в обществе различных социальных групп.

## Роль в эволюции
В эволюционной психологии внутригрупповой (in-group) фаворитизм рассматривается как эволюционный механизм, дающий преимущества коалиционной принадлежности. Утверждалось, что такие характеристики, как гендер и этническая принадлежность, являются негибкими или даже неотъемлемыми чертами таких систем. Однако есть доказательства того, что элементы фаворитизма являются гибкими в том смысле, что они могут быть стёрты изменениями в социальной категоризации. Исследование в области поведенческой генетики предполагает, что могут иметься биологические механизмы, которые благоприятствуют сосуществованию как гибких, так и эссенциалистских систем.

## Этнография и фольклор
Особым случаем реализации в языковом и фольклорном материале оппозиции признаков «свой» и «чужой» являются этнокультурные стереотипы, например, портреты этнических и конфессиональных соседей. Категория «свой — чужой» для этнокультурных стереотипов выступает как универсальный классификатор и связана с понятиями нормы и антинормы. В рамках народной культуры в целом и в особо значимых для традиционного мировоззрения комплексах представлений о мире и человеке понятие нормы является важнейшим. На этом понятии построена шкала оценок и ценностей, им определено «своё» и «чужое» в природной и социальной сферах. Норма составляет идеальную реальность, на которую ориентируется мировосприятие в традиционном обществе, но в то же время она может пониматься и в качестве среднего и почти обезличенного, не существующего в действительности, поскольку все реальные объекты в той или иной мере отличаются от этой нормы. На этом народная традиция строит механизмы опознавания «чужого» среди «своих» (демон или оборотень в отличие от человека; ведьма, колдун и иной «знающий» в отличие от «простого» человека) и оценку того, насколько полно проявляется признак в любом объекте: излишество и недостаток считаются отступлением от нормы и свидетельством несовершенстве, например, чрезмерная красота или выдающийся ум, физическое уродство или безумие могут восприниматься как маркеры нахождения предмета или объекта за пределами традиционной системы ценностей, «подозрительности» с позиции соответствия «своей» традиции. То, что воспринимается в качестве аномалии или антинормы для «своей» культуры, теми же «своими» может приписываться в качестве «нормы» для «чужой» группы, и такое «равновесие» отражено в этнических и конфессиональных стереотипах.
В рамках традиционной народной культуры образ этнически или конфессионально «чужого» описывается с помощью стандартной схемы, включающей ключевые позиции, по которым предполагается «опознавать» «чужого» среди «своих»: внешность, запах, наличие физических аномалий, отсутствие души, обладание сверхъестественными свойствами (оборотничество, магия и колдовство, чаще вредоносное), «неправильное» поведение (объясняемое «чужой» и, следовательно, неправильной, греховной, демонической ритуалистикой и обычаями), язык и речевое поведение. Большинством этнографов, этнологов и фольклористов классической основой считают схему, предложенную Я. Ст. Быстронем с позиции народной мегаломании. Схема включает ряд позиций, отразивших фольклорно-мифологические и социально-этнографические аспекты: чернота «чужих», «чужие» рождаются слепыми, «чужие» рождаются иначе, чем «обычные» люди, «чужие» обладают особенным запахом, «чужие» являются людоедами; «чужие» имеют низкое происхождение; «чужие» являются колдунами. З. Бенедиктович генерализировал частные признаки, которые приписываются «чужим», предложив описание портрета «чужого» в более масштабных категориях: «свой — чужой» / «человек — не-человек»; «свой — чужой» / «человек — животное»; «свой — чужой» / «говорящий — немой»; чернота «чужих»; «чужие» как воплощение нечистой силы; «чужие» как воплощение сакральных сил.
Конфессиональный аспект в оппозиции «свой — чужой» составляет одну из основ самоидентификации, в особенности в полиэтнической и поликонфессиональной среде, где традиция соседства насчитывала несколько столетий. В регионах со смешанным этноконфессиональным населением «чужая» вера является предметом особого внимания, однако она воспринимается всегда сквозь призму собственной культуры.
Спецификой отношения к «чужим» является сочетаемость бытового и мифологического планов, при этом часто преобладает мифологический план; представления об иноземцах всегда обращаются в «суеверную» перспективу. «Чужой» может быть как плохим, так и хорошим, он всегда иной. Во всех разработанных исследователями схемах описания «чужаков» «чужая» культура и её представители отражена как антинорма, противопоставленная «своей» традиции, но при этом самым тесным образом связанная с собственной нормой
Народная аксиология также тесно связывает понятия нормы и идею этноцентризма: в качестве положительного (истинного, правильного, настоящего) и, следовательно, «нормального» народная культура оценивает всё, принадлежащее к «своей» этнической культуре; «чужая» культура воспринимается как кривое зеркало, отражающее не суть, а видимость явления (на этом основан концепт мегаломании); при этом положительную оценку «своих» и негативную оценку «чужих» часто дают в категориях мифологического мышления. Происхождение «чужих» этносов понимается как противоестественное, произошедшее в результате нарушения моральных норм и табу (инцеста, связи с животным или демоническим существом); прародителями «чужих» этносов могут изображаться и маргинальные члены «своей» группы, включая преступников, разбойников, изгоев. Этноцентристские тенденции развиваются не от незнания культуры «чужих». Напротив, мифологизация чужаков характерна именно для традиций, которые знали своих этнических соседей «в лицо».
Этноцентризм изначально не несёт враждебного отношения к иным группам, он может сочетаться с терпимостью по отношению к межгрупповым различиям. Американские психологи М. Бруэр и Д. Кэмпбелл выявили этноцентризм у всех изученных ими тридцати этнических общностей в трёх странах восточной Африки. К «своей» группе представители из всех изученных народов относились с большей симпатией, они позитивнее оценивали моральные добродетели и достижения своих. Однако степень выраженности этноцентризма варьируется. При оценке групповых достижений фаворитизм существенно слабее, чем при оценке иных аспектов. Треть исследованных общностей оценивала достижения минимум одной из «чужих» групп выше, чем собственные.
В целом семантика волшебного сказочного сюжета характеризуется сохранением основного мифологического противопоставления «свой — чужой», которое характеризует взаимоотношения героя и антагониста. Эту оппозицию волшебная сказка проецирует на такие плоскости, как дом — лес (ребёнок — баба-яга), «наше» царство — иное царство (молодец — змей), родная — неродная семья (падчерица — мачеха) и др. Нормы семейно-брачных отношений описываются в плане той же оппозиции: от нормально экзогамного брака, который заключается с «тотемной» супругой и объединяет «человеческое» и «животное», до их предельного нарушения норм — инцеста.
По верованиям древних скандинавов, каждый человек должен владеть своей усадьбой (двором, огороженной землёй), поэтому в их фольклорном миросозерцании отразились следующие переносы противопоставления «свой» — «чужой»: на уровень общинного землевладения, где в скандинавском обычном праве противопоставляются две категории двора, земель — «в пределах ограды» (innangardr) и «за оградой» (utangardr) — ср. с современными терминами ингруппа и аутгруппа, с тождественными префиксами общегерманского происхождения; на уровень Скандинавия — не Скандинавия, и даже на уровень частей Вселенной, где Мидгард — Срединный мир (буквально «то, что посреди ограды; средостение»), а Утгард — Внешний мир («то, что за оградой, вне»).
Таким образом, в архаичном мировоззрении скандинавов категории пространственные переплетаются с категориями социальными, а мир осознается как «совокупность дворов, населенных людьми, богами, великанами и карликами», где «свой» — это освоенный, предсказуемый и понятный, — и «чужой» — это внешний, неосвоенный, непредсказуемый мир, в котором живут силы, с трудом или вовсе не подвластные человеку: боги, другие мифологические существа и умершие предки.

## Этничность и нация
Этногенетические мифы возрождают архетипы, способствующие обострению межэтнических отношений. В них отражена мифологическая модель мира, основу которой составляет бинарная оппозиция «мы-они», «своё-чужое», где «своему» присваивается наиболее высокий семиотический статус, тогда как «чужое» представлено его противоположностью. В результате этой оппозиции взаимоотношения автохтонного населения и позднее пришедших на данную территорию групп изображается как неизбежный конфликт.
Критики примордиального этнического национализма отмечают, что этническая принадлежность — это лёгкий способ выражения чувства коллективной идентификации, которая сближает «своих», подчёркивая отличия от «чужих». При этом что именно является общим для «своих», кроме как отличие от «чужих», не столь очевидно. В частности, процессы ассимиляции показывают, что этническая принадлежность группы способна к эволюции. Политические и культурные нормы усваиваются наиболее быстро. Физическая внешность иммигрантов часто не соответствует нормам коренного населения, однако у их потомков эти различия сглаживаются благодаря межнациональным бракам. В силу этого, теории «исконной» национальности лишены оснований. В то же время этнический национализм крайне замедляет процесс приобщения к нации для «посторонних», поскольку поменять собственные гены или своих предков невозможно. По этой причине многие социологи считают, что этнические ценности не должны простираться за пределы личной сферы жизни.
Многие психологи рассматривают этноцентризм как негативное социально-психологическое явление, которое проявляется в тенденции неприятия всех «чужих» групп в сочетании с завышенной оценкой собственной группы. Крайняя степень этноцентризма выражена в форме делегитимизации, при которой «чужие» группа или группы рассматриваются как сверхнегативные социальные категории, исключаемые из реальности приемлемых для «своих» норм и ценностей. При делегитимизации максимизируются межгрупповые различия; делегитимизация включает представление о подавляющем превосходстве «своей» группы. Делегитимизация облегчается различиями во внешних признаках, а также в плане норм, языка, религии и других аспектов культуры. Цель состоит в полном разделении «своей» и «чужой» групп, вплоть до исключения «чужих» из рода человеческого. Членам «чужой» группы присваиваются дегуманизирующие наименования («змеи», «паразиты», «крысы», «ведьмы», «вампиры», «демоны»). Всё это с точки зрения «своих» переводит «чужих» в категорию «нелюдей», что «позволяет» «своим» не чувствовать себя аморальными, поступая с ними так, как запрещено поступать в отношении себе подобных, включая издевательства, превращение в рабство убийства. Примерами этноцентристской делегитимизации является отношение первых европейских колонистов к коренным жителям Америки и официальное отношение к «неарийским» народам в нацистской Германии.